# Chevrolet D-20
 (mai 2020).

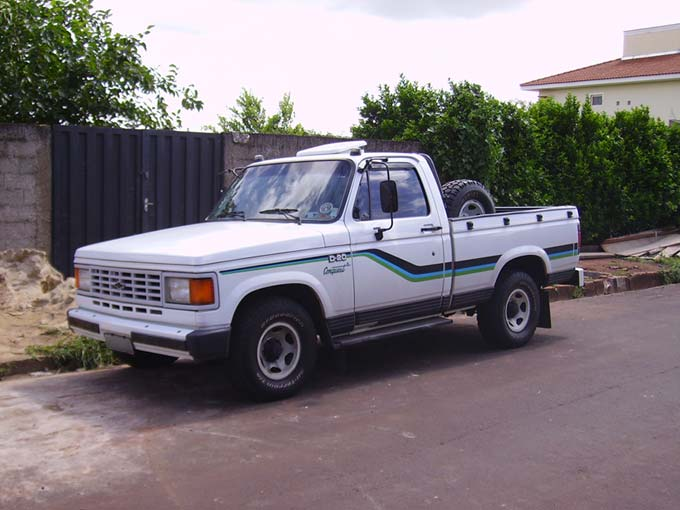
Chevrolet D20.

La Chevrolet D-20 (ou 20 Series) est une série de pick-ups fabriquées de 1989 à 1996, par Chevrolet au Brésil et en Argentine, En remplacement du 10 Series . Lors de son lancement, il pouvait être commandé avec un moteur à essence ou à l'éthanol de 4,1 litres (C-20 et A-20 respectivement) ou un diesel Perkins de 3,9 litres (D-20). En 1991, le Perkins a été remplacé par le diesel Maxion S4 de 4.0L (90 ch / 88 ch) et le Maxion S4T turbocompressé (125 ch / 123 ch). En 1995, le S4T a été réajusté pour correspondre aux limites d'émission Euro-II, produisant 150 ch / 148 ch. Cette version s'appelait Turbo Plus et était équipée d'un ABS mécanique à l'arrière. Alors que tous les modèles sont communément appelés D-20, le modèle à essence été commercialisé sous le nom de C-20 et une version fonctionnant à l'éthanol par ailleurs mécaniquement identique à l'A-20.
En plus des versions à cabine simple et à cabine double, Chevrolet vendait des SUV mécaniquement identiques, appelés Bonanza (similaire au Tahoe) et Veraneio (similaire au Suburban).